# Francis Mourey
Francis Mourey (Chazot, 8 de diciembre de 1980) es un exciclista francés.

## Biografía
Francis Mourey empezó en el ciclismo en 1995. Trabajó de albañil compaginando el ciclismo hasta que fue descubierto en 2002 por Frédéric Grappe, entrenador del equipo profesional en La Française des Jeux, cuando se proclamó campeón de Francia de cyclo-cross en categoría sub-23 por segunda vez con el equipo ASPTT Mulhouse. En ruta ganó dos veces el Tour de Corse en 2002 y en 2003. Firmó su primer contrato profesional en 2004 con la La Française des Jeux.
En su primer año participó en el Giro de Italia, donde se encargó de ayudar al líder del equipo Bradley McGee, octavo en la general final. Mourey terminó 102.º. Además ganó su primera victoria profesional en ruta al conseguir la victoria en la segunda etapa de la Ruta del Sur.
Francis Mourey empezó el año 2005 ganando el título de campeón de Francia de ciclocrós. Tres semanas más tarde fue cuarto del Campeonato Mundial de Ciclocrós. En esta temporada participó en su primer Tour de Francia (94.º).
En 2006 quedó segundo del campeonato de Francia de ciclocrós batido por John Gadret. Más tarde consiguió subir al pódium en los Campeonatos del mundo de ciclocrós tan solo por detrás de los belgas Erwin Vervecken y Bart Wellens.
Francis Mourey reconquistó el campeonato de Francia de ciclocrós en 2007 superando a John Gadret. Ganó también el cyclo-cross de Treviso, manga de la Copa del mundo, superando a Sven Nys y a Erwin Vervecken. Participó de nuevo en el Giro de Italia (43.º).
Entre 2008 y 2011 consiguió otros cuatro títulos de campeón de Francia de cyclo-cross.
En 2013 vuelve a ser campeón de su país en cyclo-cross por delante de su compañero de equipo Arnold Jeannesson. Con esta victoria se unió a Eugène Christophe, Roger Rondeaux y André Dufraisse como los ciclistas que más títulos poseían de campeón de Francia en cyclo-cross. En ruta hizo un buen comienzo de temporada acabando quinto del Gran Premio Cholet-Pays de Loire y ganando la quinta etapa del Circuito de la Sarthe. Nueve días más tarde consiguió vencer en el Tro Bro Leon atacando a 15 kilómetros de la llegada.

## Palmarés

### Ciclocrós
| 2002-2003 - Campeón de Francia de cyclo-cross Sub-23 - Cyclo-cross de Frenkendorf 2003-2014 - Challenge la France Cycliste de Cyclo-Cross - Cyclo-cross de Hittnau - Cyclo-cross de Frenkendorf 2004-2005 - Campeón de Francia de cyclo-cross - Challenge la France Cycliste de Cyclo-Cross - Cyclo cross de Lons-le-Saunier 2005-2006 - 3.º en el Campeonato Mundial de Ciclocrós - Challenge la France Cycliste de Cyclo-Cross - 2.º del Campeonato de Francia de cyclo-cross - Cyclo-cross de Steinmaur - Cyclo-cross de Athée-sur-Cher - Cyclo-cross de Nommay 2006-2007 - Campeón de Francia de cyclo-cross - Challenge la France Cycliste de Cyclo-Cross - Cyclo-cross de Fehraltorf - Cyclo-cross de Hénin-Beaumont - Copa del Mundo de Treviso - Cyclo-cross de Sablé-sur-Sarthe - Cyclo-cross de Blaye - Cyclo-cross de Dagmersellen 2007-2008 - Campeón de Francia de cyclo-cross - Challenge la France Cycliste de Cyclo-Cross - Cyclo-cross de Sarrebourg - Cyclo-cross de Steinmaur - Cyclo-cross de Marle - Cyclo-cross de Quelneuc - Cyclo-cross de Wetzikon - Cyclo-cross de Le Cap d'Agde 2008-2009 - Campeón de Francia de cyclo-cross - Challenge la France Cycliste de Cyclo-Cross - Cyclo-cross de Plaine Tonique - Cyclo-cross de Marle - Cyclo-cross de Hittnau - Cyclo-cross de Le Creusot - Cyclo-cross de Quelneuc - Cyclo-cross de Dagmersellen 2009-2010 - Campeón de Francia de cyclo-cross - Challenge la France Cycliste de Cyclo-Cross - Cyclo-cross de Saint-Quentin - Cyclo-cross de Marle - Cyclo-cross de Besançon - Cyclo-cross de Dagmersellen - Cyclo-cross de Sint-Niklaas 2010-2011 - Campeón de Francia de cyclo-cross - Challenge la France Cycliste de Cyclo-Cross - Cyclo-cross de Redmond - Cyclo-cross de Issaquah - Cyclo-cross de Las Vegas - Cyclo-cross de Marle - Cyclo-cross de Dottignies - Cyclo-cross de Saint-Jean-de-Monts - Cyclo-cross de Dagmersellen - Cyclo-cross de Pétange - Cyclo-cross de Bussnang | 2011-2012 - 3.º del Campeonato de Francia de cyclo-cross - Challenge la France Cycliste de Cyclo-Cross - Cyclo-cross de Lignères - Cyclo-cross de Marle - Cyclo-cross de Nommay - Cyclo-cross de Frenkendorf - Cyclo-cross de Rodez - Cyclo-cross de Besançon - Cyclo-cross de Dagmersellen 2012-2013 - Campeón de Francia de cyclo-cross - Challenge la France Cycliste de Cyclo-Cross - Cyclo-cross de Baden - Cyclo-cross de Aigle - Cyclo-cross de Saverne - Cyclo-cross de Marle - Cyclo-cross de Frenkendorf - Cyclo-cross de Besançon - Cyclo-cross de Pontchâteau - Cyclo-cross de Dagmersellen - Cyclo-cross de Beromünster - Cyclo-cross de Bussnang 2013-2014 - Campeón de Francia de cyclo-cross - Challenge la France Cycliste de Cyclo-Cross - Cyclo-cross de Saint-Étienne-lès-Remiremont - Cyclo-cross de Steinmaur - Cyclo-cross de Marle - Cyclo-cross de Wiesbaden - Cyclo-cross de Lorsch - Cyclo-cross de Quelneuc - Cyclo-cross de Faè di Oderzo - Copa del Mundo de Namur - Cyclo-cross de Dagmersellen - Cyclo-cross de Flamanville - Cyclo-cross de Lanarvily 2014-2015 - 3.º del Campeonato de Francia de cyclo-cross - Cyclo-cross de Baden - Cyclo-cross de Dielsdorf - Cyclo-cross de Besançon - Cyclo-cross de Steinmaur - Cyclo-cross de La Mezière - Cyclo-cross de Quelneuc - Cyclo-cross de Lanarvily - Cyclo-cross de Dagmersellen 2015-2016 - Campeón de Francia de cyclo-cross - EKZ Cross Tour - Cyclo-Cross de Meilen 2016-2017 - Cyclo-cross de Gervans - Cyclo-cross de Hittnau 2017-2018 - 2.º del Campeonato de Francia de cyclo-cross - Cyclo-cross de La Mezière 2018-2019 - Challenge la France Cycliste de Cyclo-Cross - Cyclo-cross de Razès - Cyclo-cross de Jablines - Cyclo-cross de Pierric - Cyclo-cross de Flamanville - 3.º del Campeonato de Francia de cyclo-cross |

### Ruta
2002 (como amateur)
- Tour de Corse

2003 (como amateur)
- Tour de Corse

2004
- 1 etapa de la Ruta del Sur

2013
- 1 etapa del Circuito de la Sarthe
- Tro Bro Leon

## Resultados en Grandes Vueltas
| Carrera | Carrera         | 2004  | 2005 | 2006 | 2007 | 2008 | 2009 | 2010 | 2011 | 2012 | 2013 | 2014 | 2015 | 2016 | 2017 |
| ------- | --------------- | ----- | ---- | ---- | ---- | ---- | ---- | ---- | ---- | ---- | ---- | ---- | ---- | ---- | ---- |
|         | Giro de Italia  | 104.º | —    | —    | 43.º | —    | —    | —    | —    | 78.º | 20.º | 33.º | 43.º | —    | —    |
|         | Tour de Francia | —     | 94.º | —    | —    | —    | —    | —    | —    | —    | —    | —    | —    | —    | —    |
|         | Vuelta a España | —     | —    | —    | —    | 96.º | —    | —    | —    | —    | —    | —    | —    | —    | —    |

—: no participa

Ab.: abandono